# 스완지 시티 AFC
스완지 시티 AFC(영어: Swansea City Association Football Club, 웨일스어: Clwb Pêl-droed Dinas Abertawe)는 웨일스 스완지를 연고로하는 축구 클럽이다.
스완지는 1912년에 설립되어 1920년에 풋볼 리그에 가입하였으며 웨일스의 축구 클럽이지만 잉글랜드 리그 소속으로 활약하고 있다.
2010-11 시즌 풋볼 리그 챔피언십 플레이오프에서 우승을 차지하며 승격에 성공해 프리미어리그에 참가하는 최초의 웨일스 클럽이 되었다. 또한 2013년 리그컵에서 브래드퍼드 시티를 5:0으로 대파하고 창단 101년 만에 첫 메이저 트로피를 들어올렸다.

## 역대 성적
리그
- 바클레이스 프리미어리그
  - 최고성적 8위 : 2014-15
- 풋볼 리그 1부 디비전
  - 최고성적 6위: 1981-82
- 풋볼 리그 챔피언십
  - 최고성적 3위: 2010-11
- 풋볼 리그 1(3부 리그)
  - 우승 1회: 2007-08
- 풋볼 리그 2(4부 리그)
  - 우승 2회: 1999-2000, 2004-05

컵
- 풋볼 리그 컵
  - 우승 1회: 2012-13
- 웨일스 컵
  - 우승 10회: 1913, 1932, 1950, 1961, 1966, 1981, 1982, 1983, 1989, 1991
  - 준우승 8회: 1915, 1926, 1938, 1940, 1949, 1956, 1957, 1969
- FAW 프리미어컵
  - 우승 2회: 2005, 2006
  - 준우승 2회: 2001, 2002

## 선수

### 1군 선수 명단
참고: FIFA 자격 규정에 따라 소속된 국가대표팀 국기를 표시합니다. 선수는 복수의 FIFA 비회원국 국적을 가지고 있을 수 있습니다.
| 번호 | 포지션 | 국적       | 이름                    |
| ---- | ------ | ---------- | ----------------------- |
| 1    | GK     |            | 크리스토페르 노르드펠트 |
| 3    | DF     |            | 마르틴 올손             |
| 5    | DF     |            | 마이크 판 데르          |
| 8    | MF     |            | 레로이 페르             |
| 9    | FW     | 스코틀랜드 | 올리버 맥버니           |
| 10   | FW     |            | 엄지성                  |
| 11   | MF     |            | 뤼시아노 나르싱         |
| 12   | MF     | 잉글랜드   | 네이선 다이어           |
| 13   | GK     |            | 슈테벤 벤다             |
| 14   | MF     | 잉글랜드   | 톰 캐롤                 |

| 번호 | 포지션 | 국적       | 이름            |
| ---- | ------ | ---------- | --------------- |
| 15   | MF     | 잉글랜드   | 웨인 라우틀리지 |
| 19   | MF     | 스코틀랜드 | 배리 맥케이     |
| 21   | MF     | 잉글랜드   | 맷 그라임스     |
| 22   | DF     | 웨일스     | 조 로돈         |
| 23   | DF     | 웨일스     | 코너 로버츠     |
| 25   | GK     |            | 에르윈 뮐더르   |
| 26   | DF     | 잉글랜드   | 카일 노턴       |
| 27   | MF     | 스코틀랜드 | 제이 풀턴       |
| 28   | MF     | 스코틀랜드 | 조지 바이어스   |
| 30   | MF     | 잉글랜드   | 얀 단다         |

|-
| -
| FW
| 
| 보르하 (→ 데포르티보 알라베스) 
|}
|}

## 역대 감독
| 감독                | 임기        |
| ------------------- | ----------- |
| 존 토샥             | 1979 ~ 1983 |
| 존 토샥             | 1983 ~ 1984 |
| 파울루 소자         | 2009 ~ 2010 |
| 밥 브래들리         | 2016        |
| 프란체스코 구이돌린 | 2016        |
| 폴 클레먼트         | 2017        |

## 올해의 선수
| 연도 | 이름              | 국적         | 포지션 |
| ---- | ----------------- | ------------ | ------ |
| 2012 | 미셸 보름         | 네덜란드     | GK     |
| 2013 | 미추              | 스페인       | MF     |
| 2014 | 윌프리드 보니     | 코트디부아르 | FW     |
| 2015 | 기성용            | 대한민국     | MF     |
| 2016 | 길비 시귀르드손   | 아이슬란드   | MF     |
| 2017 | 길비 시귀르드손   | 아이슬란드   | MF     |
| 2018 | 우카시 파비안스키 | 폴란드       | GK     |